# Lena Rivers
Lena Rivers er en amerikansk stumfilm fra 1910.

## Medvirkende
- Violet Heming
- Anna Rosemond
- Frank H. Crane